# 法月敏彦
法月 敏彦（のりづき としひこ、1951年 - ）は、日本の演劇学者・演劇教育者。博士（芸術学）。静岡県静岡市出身。
日本大学芸術学部演劇学科卒業。日本大学大学院芸術学研究科文芸学専攻修了。
日本大学大学院芸術学研究科非常勤講師。

## 著書
- 主著『演劇研究の核心 －人形浄瑠璃・歌舞伎から現代演劇－』（八木書店、2017年）ISBN 978-4-8406-9763-7
- 編著『浄瑠璃大系図』（国立劇場、1989年）
- 編著『増補　浄瑠璃大系図』（日本芸術文化振興会・国立劇場、1993年〜）
- 編著『六二連　俳優評判記』（日本芸術文化振興会・国立劇場、2002年〜）
- 共著『近松半二浄瑠璃集（一）』（国書刊行会、1987年
- 共著『歌舞伎評判記集成（第二期）』（岩波書店、1987年〜）
- 共著『近代歌舞伎年表　大阪篇』（八木書店、1986年〜）ISBN 978-4-8406-3510-3
- 共著『近代歌舞伎年表　京都篇』（八木書店）ISBN 978-4-8406-3499-1
- 共著『近代歌舞伎年表　名古屋篇』（八木書店）ISBN 978-4-8406-9247-2
- 共著『学海日録』（岩波書店、1990年〜）ISBN 9784000916219

- 共著『江戸のノンフィクション』（東京書籍、1993年）ISBN 4-487-72235-7
- 共著『竹本座浄瑠璃集（二）』（国書刊行会、1995年）
- 共著『他者のロゴスとパトス』（玉川大学出版部、2006年）ISBN 4-472-30295-0
- 共著『アート・スタンダード公式テキストブック』（玉川大学出版部、2011年）ISBN 978-4-472-40439-9